# Auguste Zurfluh
Auguste Charles Zurfluh (* 13. Juni 1871 in Paris; † 15. Juni 1941 in Bénévent-l’Abbaye) war ein französischer Gitarrist, Harfenist, Komponist und Musikverleger.

## Leben
Zurfluh studierte Gitarre bei Miguel Llobet in Paris. Zu seinem Freundeskreis gehörten Francisco Tárrega, David del Castillo, José Ferrer und Alfred Cottin. Er wirkte als Gitarrist an der Pariser Opéra-Comique. Zu seinen Schülern gehörten Lucien Gélas und Carl Henze aus Berlin.

## Éditions Auguste Zurfluh
Im Jahr 1909 gründete er seinen eigenen Verlag, die Éditions Auguste Zurfluh, in Paris. Dort veröffentlichte er über 130 Salonstücke für Gitarre, Mandoline und Gesang sowie eine Gitarrenschule in französischer (Méthode théorique et pratique contenant des études et exercices), deutscher und englischer Sprache. Die überarbeitete Fassung wurde von Constantin Schwarz veröffentlicht. Einige seiner Werke wurden nach seinem Tod von den Musikverlagen von Paul Beuscher und Henry Lemoine herausgegeben.

## Familie und Vorfahren
Seine Eltern waren Charles Joseph Zurfluh und Cunegonde Becker. 1899 heiratete er Marthe Gabrielle Coulangeon; sie hatten zwei Töchter Eliane Zurfluh und Sylvie Raynaud-Zurfluh. Die Vorfahren stammten vermutlich aus der Schweiz (mit der Schreibweise „Zurflüh“).

## Einspielungen
- Gesang der Nachtigall: Track 4 auf der LP „Salonaden Für 2 Gitarren“, eingespielt von Siegfried Behrend und Michael Tröster[4]